# NK BSK Bijelo Brdo
NK BSK Bijelo Brdo is een Kroatische voetbalclub uit Bijelo Brdo. In het seizoen 2023/24 komt de club uit op het tweede niveau. De club speelt haar thuiswedstrijden in het Igralište BSK.

## Geschiedenis
De club werd door Serviërs opgericht in 1935. Destijds was de club actief op het lokale amateurniveau. Officiële registratie kende de club pas in 1953, zodoende vond de eerste officiële wedstrijd plaats op 12 november 1953. Deze wedstrijd was tegen NK Sremec.
Na een geruime periode actief te zijn gebleven op amateurniveau werd de club in 2002 heropgericht. De club mocht starten op het vijfde niveau. In 2018 promoveerde de club naar het tweede niveau, dat destijds een herstructurering was ondergaan. Sinds het seizoen van 2018 is de club actief op het tweede niveau.
BSK ·
Dubrava ·
Dugopolje ·
NK Jarun · 
NK Opatija ·
Orijent 1919 ·
Rudeš ·
NK Sesvete ·
Cibalia Vinkovci ·
HNK Vukovar '91 ·
Croatia Zmijavci ·
Zrinski Jurjevac